# Heterostegane irroraria
Heterostegane irroraria là một loài bướm đêm trong họ Geometridae.